# ウェスリー・モリス

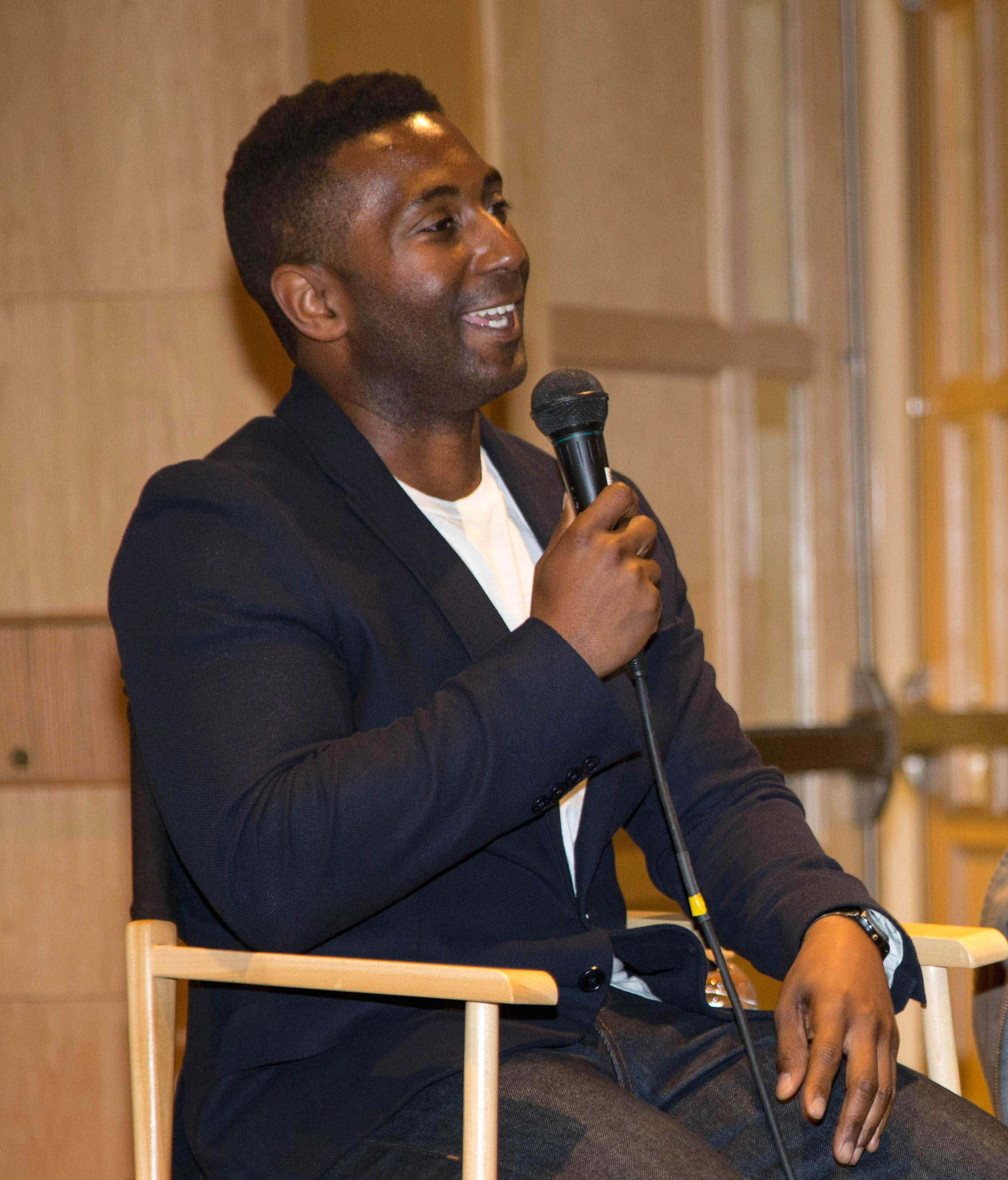
ウェスリー・モリス(2013年）

ウェスリー・モリス（Wesley Morris）は、アメリカ合衆国の映画評論家である。『ボストン・グローブ』でタイ・バリと共に映画レビューを書いている。モリスとバリは他にNECNにレギュラー出演して最新映画について議論し、またBoston.comの映画レビュービデオシリーズ『Take Two』に毎週登場している。2012年にピューリッツァー賞批評部門を受賞した。
『ボストン・グローブ』以前は『サンフランシスコ・エグザミナー』と『サンフランシスコ・クロニクル』で映画レビューとエッセイを書いていた。
1997年にイェール大学に卒業し、フィラデルフィアで育った。マサチューセッツ州ボストン在住である。